# Eichhoffen
Eichhoffen è un comune francese di 571 abitanti situato nel dipartimento del Basso Reno nella regione del Grand Est.

## Società

### Evoluzione demografica

#### Tabelle statistiche
Abitanti censiti